# Drepanornis albertisi

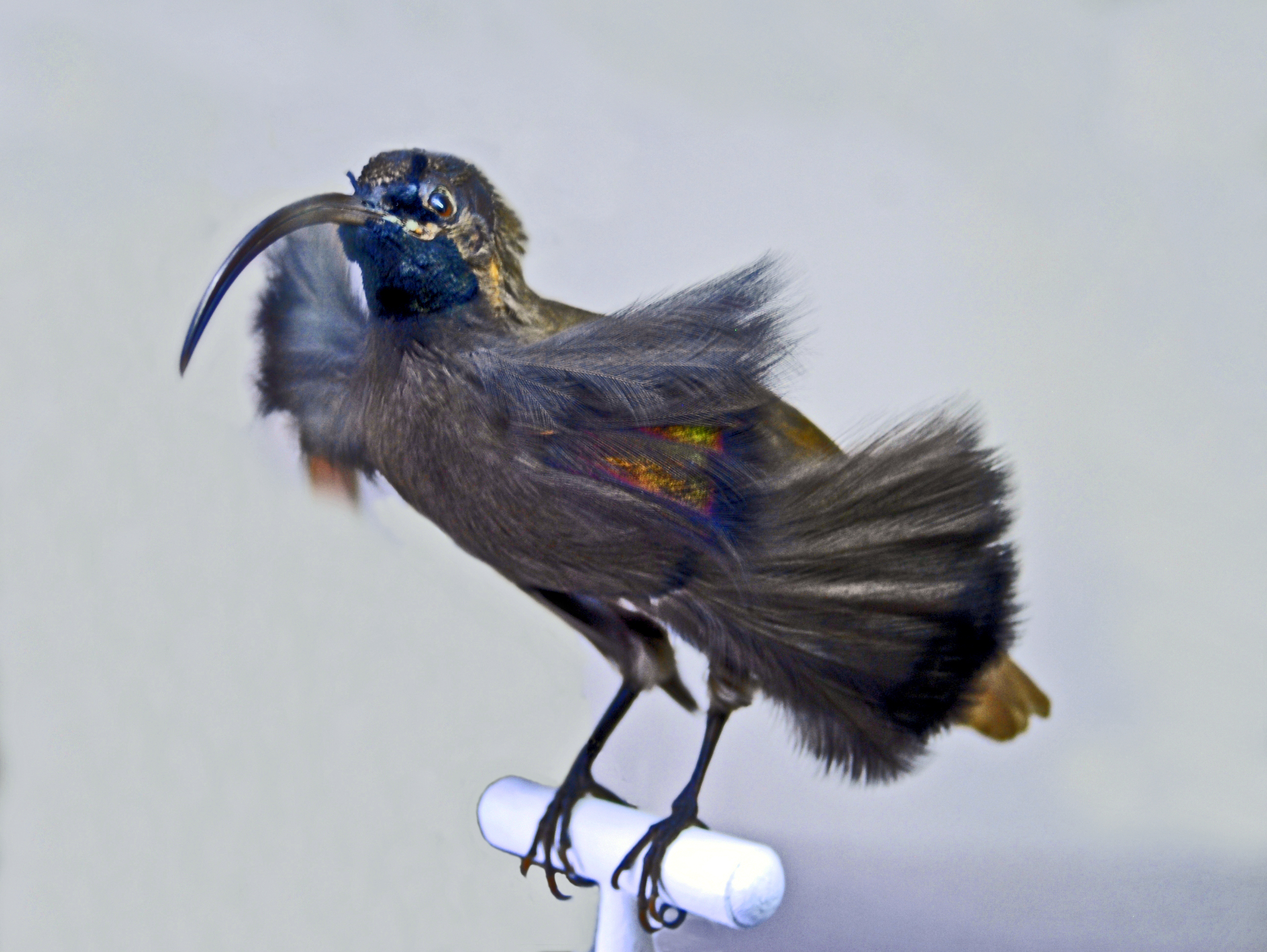
Drepanornis albertisi cervinicauda, espécime de museu.

Drepanornis albertisi é uma espécie de ave-do-paraíso, um dos dois únicos membros do género Drepanornis da família Paradisaeidae. Ocorre exclusivamente nas selvas montanhosas da Nova Guiné. Os machos são poligínicos e ocupam territórios que defendem durante vários anos.

## Descrição
A espécie Drepanornis albertisi é de tamanho médio, com cerca de 35 cm de comprimento, de cor castanha. O macho tem a pele nua castanho-acinzentada à volta dos olhos, cauda acastanhadas, íris castanho-escura, boca amarela e bico preto tipo foice. É adornado com penas escuras, semelhantes a chifres na coroa dianteira, um leque erétil de plumas acastanhadas brônzeas no pescoço e plumas alongadas de ponta roxa nos flancos. A fêmea, com plumagem castanha, sem adornos, é mais pequena, com o bico mais comprido do que o do macho e com faixas escuras na região ventral.

### Ecologia e distribuição
A alimentação da espécie é constituída principalmente por frutos e artrópodes. A fêmea põe um a dois ovos de cor creme claro com manchas castanhas e cinzentas.
A espécie ocorre em zonas montanhosas, com uma presença dispersa pela Nova Guiné ocidental, central e oriental. A espécie está maioritariamente distribuída em florestas tropicais montanhosas a altitudes de 1100 a 1900 m acima do nível do mar. A sua região de distribuição natural sobrepõe-se com o Drepanornis bruijnii, a outra única espécie do género, apenas por pouco, mas nunca foi registada qualquer hibridação, embora seja possível que ocorra.

### Estado de conservação
Como a maioria das espécies de aves-do-paraíso, que não têm uma área de distribuição natural limitada a algumas ilhas ou cadeias de montanhas individuais, por estar distribuída por toda um vasto território, a espécie é avaliada como sendo de menor preocupação na Lista Vermelha de Espécies Ameaçadas da IUCN. Está incluída no Anexo II da CITES.

## Taxonomia
O nome genérico Drepanornis é composto pelas palavras drepane para "foice" e ornis para "ave", pelo que o nome do género significa literalmente ave falciforme, referindo-se ao seu bico em forma de foice. O epíteto específico homenageia o naturalista italiano Luigi Maria d'Albertis, que recolheu espécimes esta espécie em 1872. O nome subespecífico da raça cervinicauda consiste em cervinus para "cervo" e cauda para "cauda", geisleri homenageia Bruno Geisler, um ornitólogo alemão que descreveu esta subespécie, e inversus significa "virado".
Apesar de partilharem caraterísticas semelhantes, e o mesmo nome comum de aves-do-paraíso, as espécies do género Drepanornis estão apenas distantemente relacionadas com o género Epimachus. De facto, estão filogeneticamente mais ligados às aves-do-paraíso dos género Seleucidis e Semioptera. Existem duas subespécies distintas, embora as raças geisleri da Península Huon e inversus das Montanhas Weyland e terras altas próximas necessitem de mais pormenores para serem consideradas subespécies válidas. São reconhecidas, de acordo com o IOC, as seguintes subespécies:
- Drepanornis albertisi albertisi  (Sclater, 1873)
- Drepanornis albertisi cervinicauda (Sclater, 1884)
- Drepanornis albertisi geisleri A.B. Meyer, 1893

## Galeria

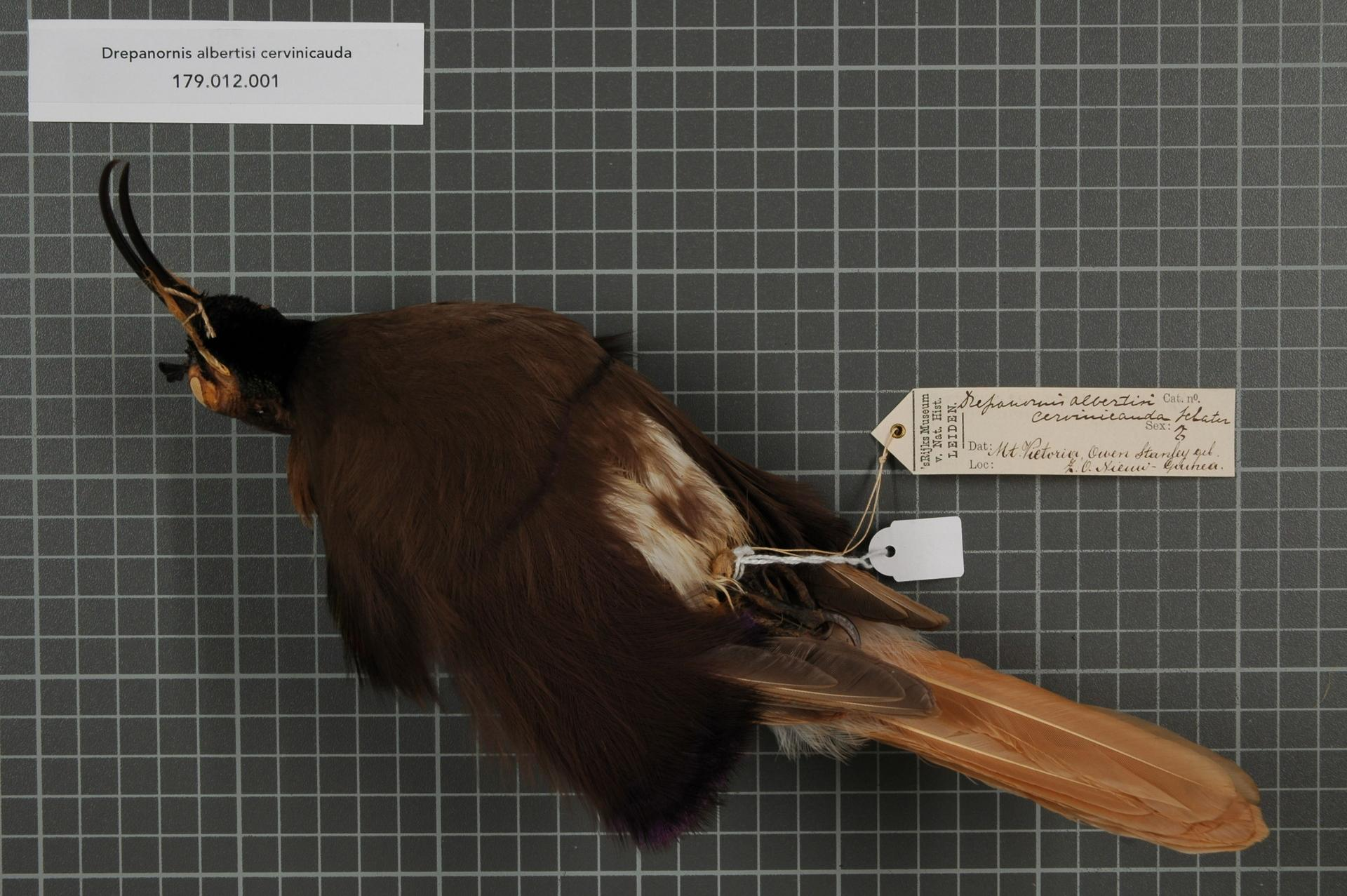
Espécime macho da raça cervinicauda no Naturalis Biodiversity Center.
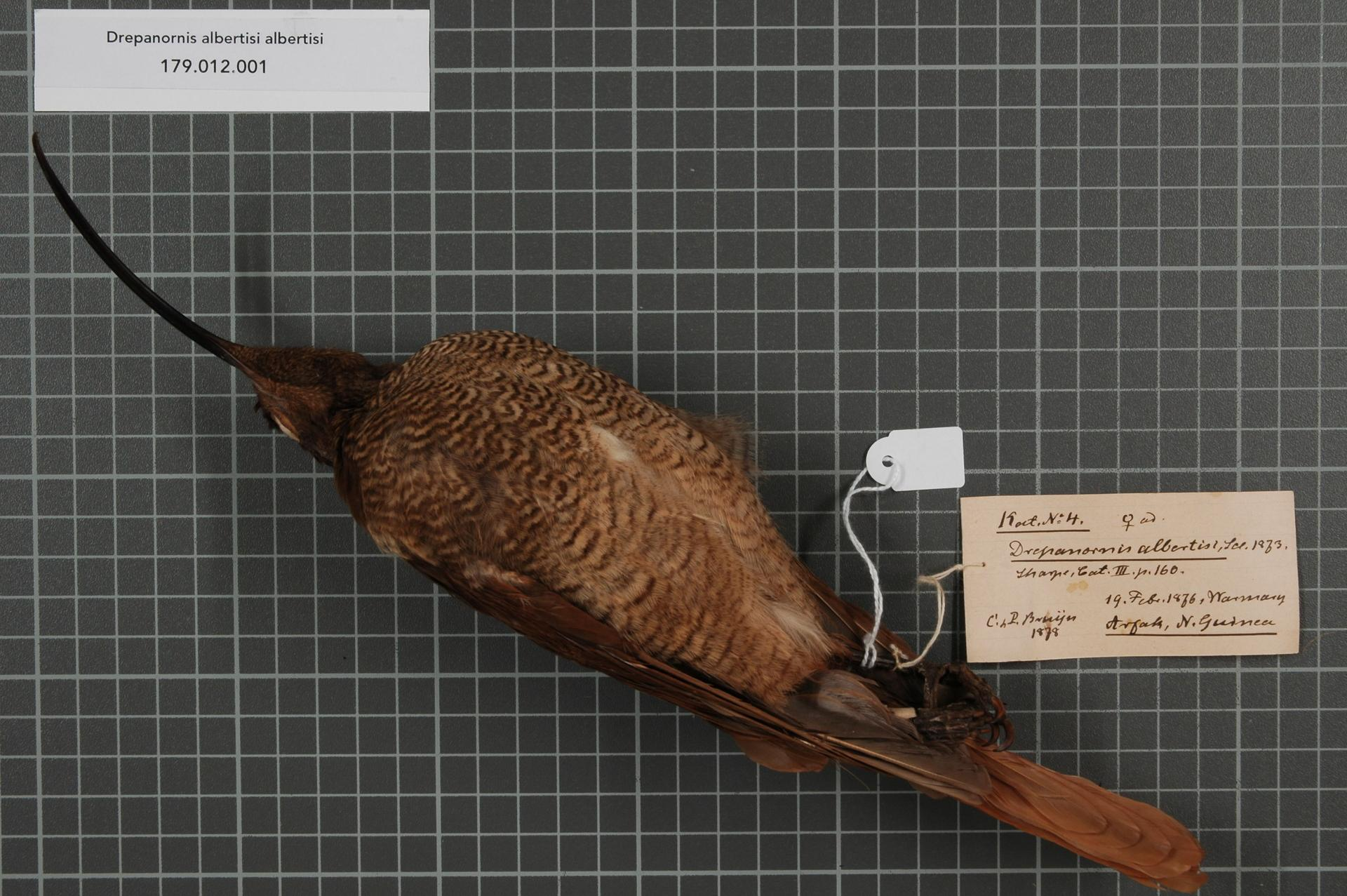
Epécime fêmea.
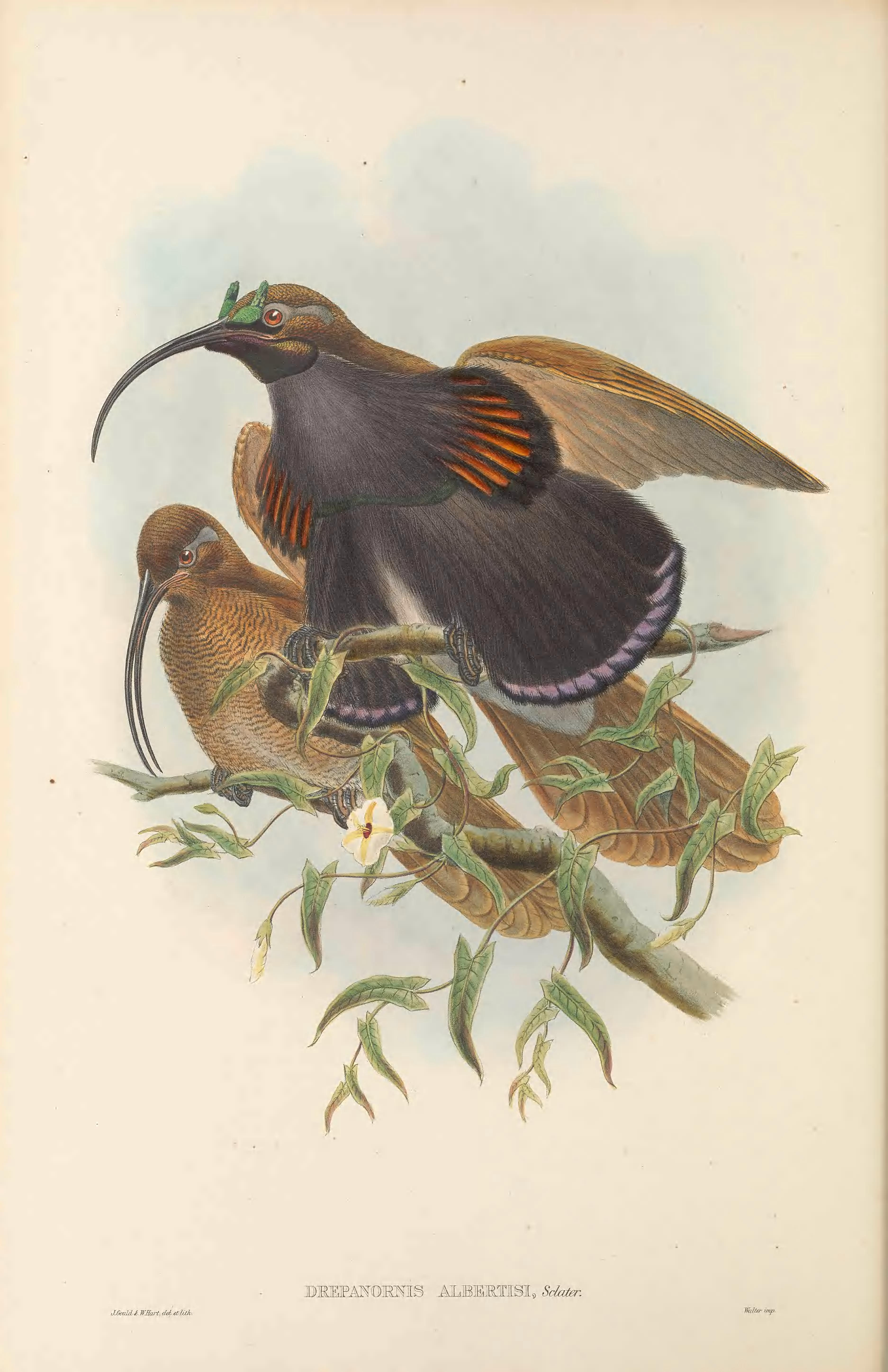
Descrição inicial de Drepanornis albertisi. Macho à frente, fêmea à esquerda.
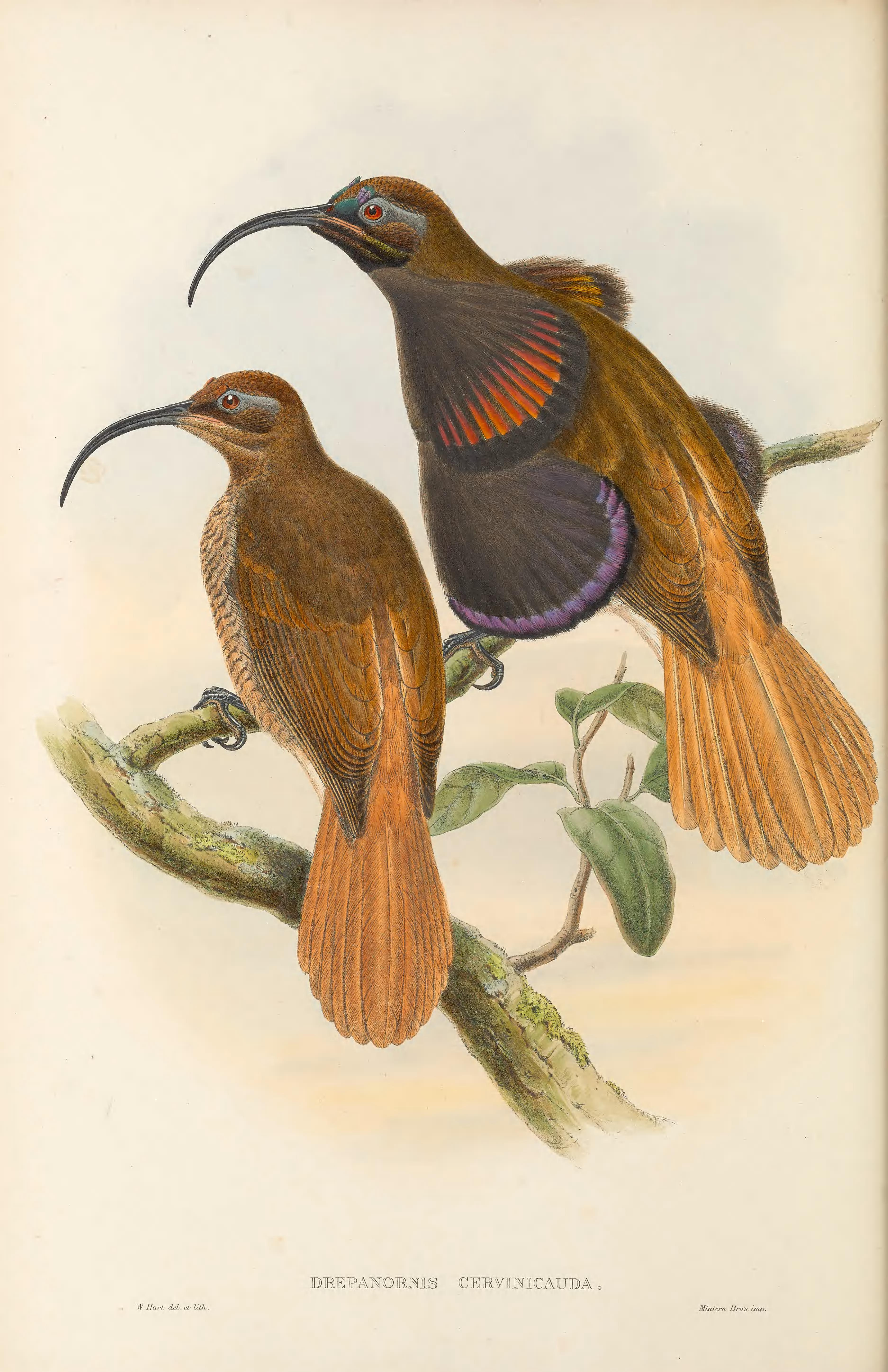
Outra ilustração antiga de Drepanornis albertisi.
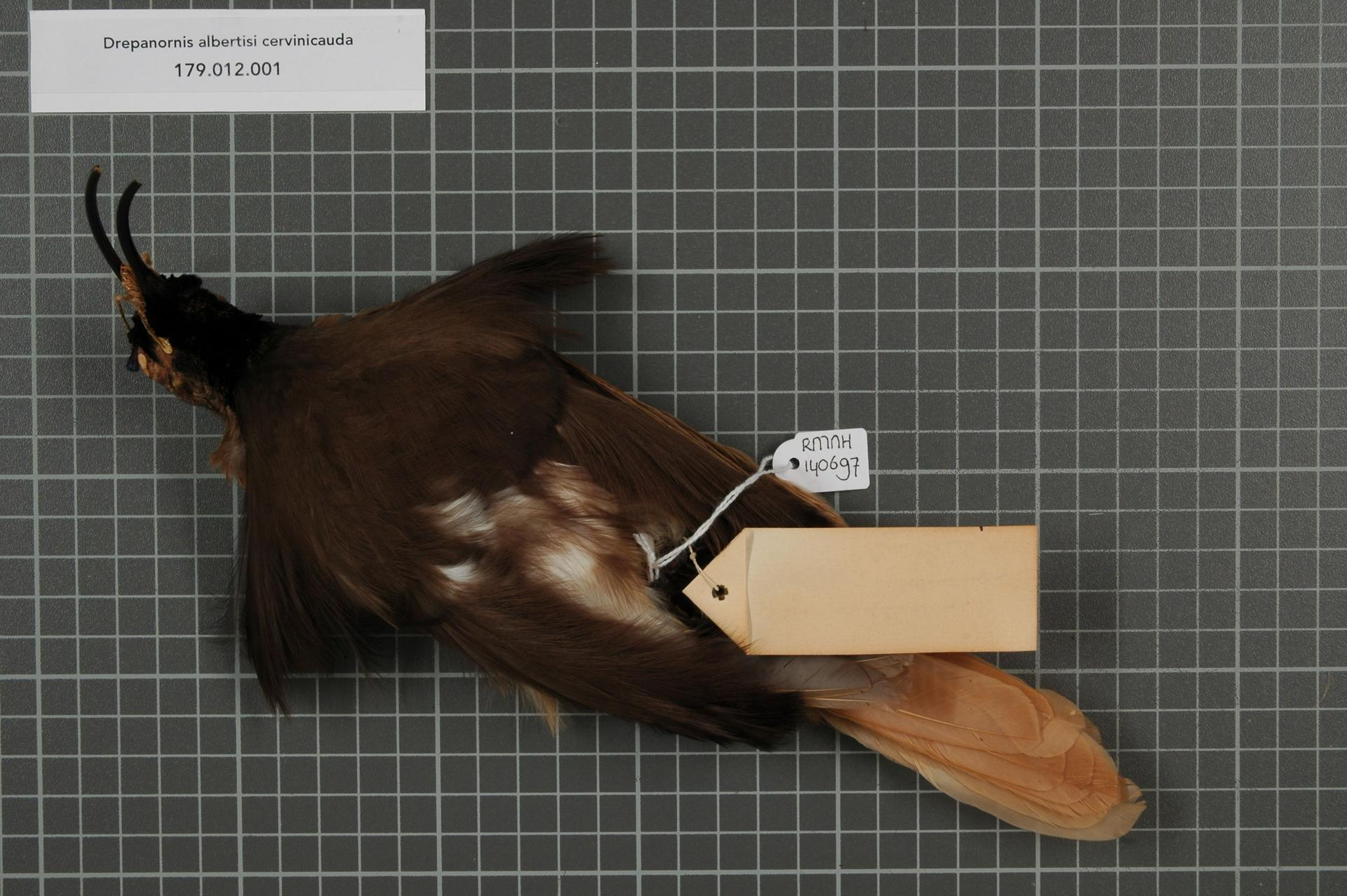
Espécime macho da raça cervinicauda com as penas peitorais superiores parcialmente expandidas.